# Тибетски сърца
Тибетски сърца са влиятелна българска електронна музикална група, която според някои поставя началото на електронната музика в България. Музикалната група е създадена от Николай Маджаров-Файчето, Евгени Поптошев и Емил Илиев през 1991 г. в София в петчленен състав, повлияна от стила ню уейв. Същата година изнасят и първия си концерт. През този си период групата издава един демо-албум.
През 1993 г. Николай Маджаров-Файчето (по-късно известен като DJ Kikk) и Петър Дундаков се отделят, запазвайки името на групата. Тибетски сърца написват и албума „Любовна война“ (1997) на Мариус Куркински. През 1999 г. печелят наградата на телевизия ММ за клубен хит на годината с парчето си „Кинетик“.
На Тибетски сърца се приписва авторството на популярната песен „Windows е боза“ .

## Албуми
- „Water Colour“ (демо, 1991)

1. Ной – 1:50
2. В ръцете на мъртвеца – 2:34
3. (без заглавие) – 3:12
4. (без заглавие) – 2:50
5. (без заглавие) – 1:16
6. (без заглавие) – 2:14
7. Ave Maria – 2:19
8. (без заглавие) – 2:26
9. March of Peace pt. I – War – 1:59
10. March of Peace pt. II – March of Peace – 3:47
11. March of Peace pt. III – War and Peace – 3:20
12. Intoxication – 3:32
13. (без заглавие) – 2:44

- „Тибетски сърца“ (AveNew Productions, 1999)

1. Slowdown (Забави темпото) – 5:50
2. Кинетик – 5:45
3. Loops (Лупинги) – 5:65
4. Антена – 5:45
5. Транси – 5:65
6. Blend (Смес) – 5:42
7. Психокинетик